# アルベール・メニャン
アルベール・メニャン（Albert Pierre René Maignan、 1845年10月14日 – 1908年9月29日）はフランスの画家、イラストレーターである。歴史を題材とした作品を得意とした。

## 略歴
サルト県のボーモン＝シュル＝サルト(Beaumont-sur-Sarthe)で生まれた。19歳になった1864年に法律を学ぶためにパリに出た。パリで絵を描くことに熱中し、風景画家のジュール・アシル・ノエル(Jules Achille Noël: 1815-1881)と知り合い、ノエルの勧めもあって、画家になる決意をして、ノエルの工房で学んだ。1867年にはパリのサロンに作品の一つが受理され、展示され、その後もパリのサロンへの出展を続けた。1868年にはルーアンの風景や、イタリア、スペイン、エジプトを旅して風景画を描いた。1869年に歴史画を得意とする画家、エヴァリスト・リュミネー(Évariste-Vital Luminais: 1821–1896)の工房に移った。
1874年にキリストを題材にした作品で、サロンで銅賞を受賞し、1876年にサロンの銀賞、1879年に金賞を受賞した。1889年のパリ万国博覧会の展覧会で金メダルを受賞した。1895年にはレジオンドヌール勲章（シュヴァリエ）を受勲した。
歴史を題材にした作品を描き、肖像画や「オリエンタリズム」の作品も描いた。1890年代になって、パリ市庁舎などの壁画を描くようになってそのスタイルは装飾的になった。パリのオペラ＝コミック座の装飾した一人で、パリのレストラン「Le Train Bleu」の壁画も描いた。
弟子にはジョルジュ・A・L・ボワスリエやルシアン・ジョナスらがいる。

## 作品

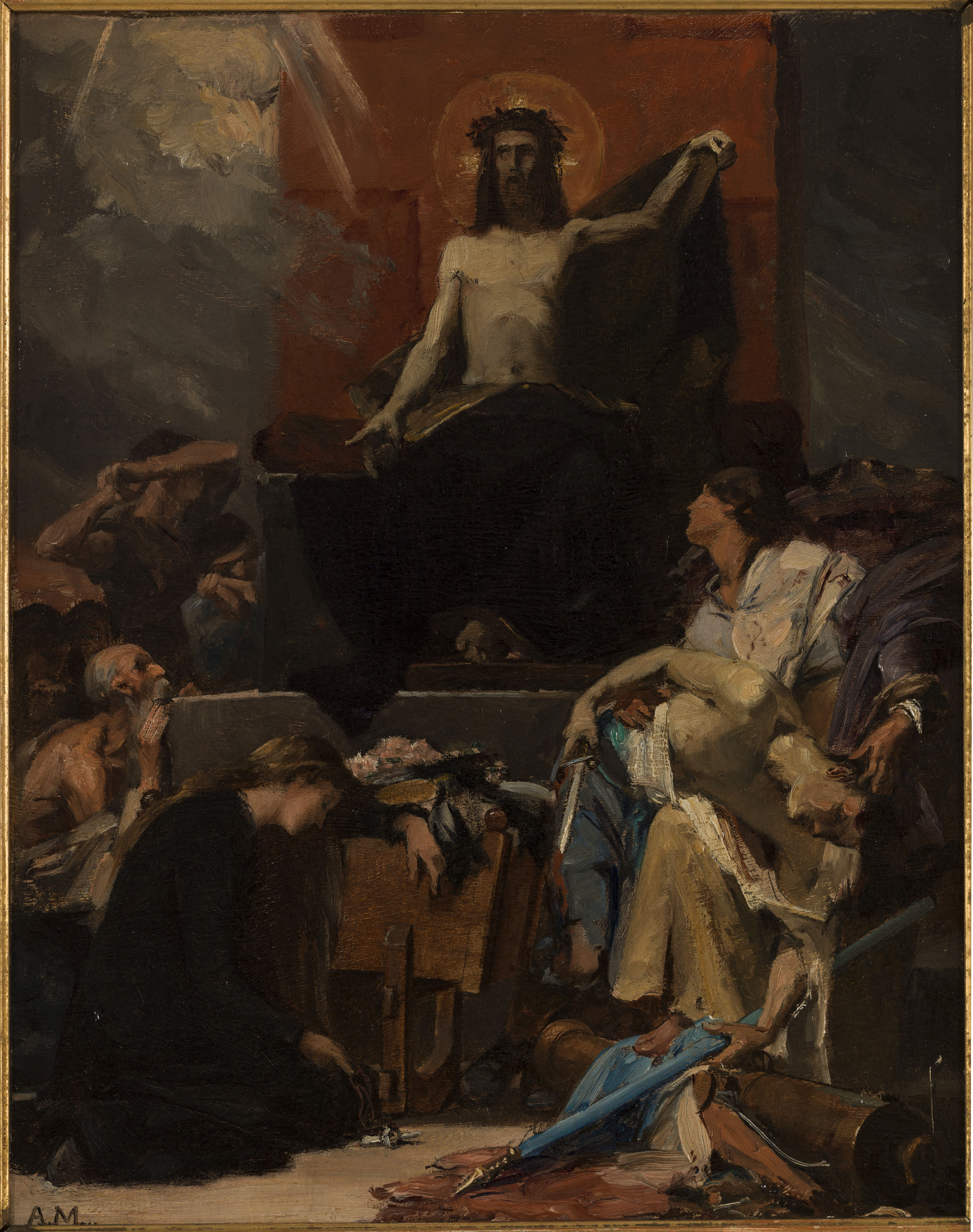
"Le Christ appelle à lui les affligés"(c.1877)
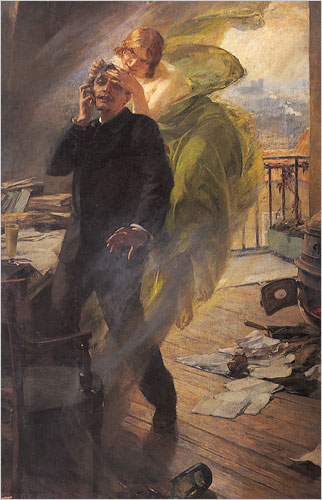
"La Muse verte"(1895)
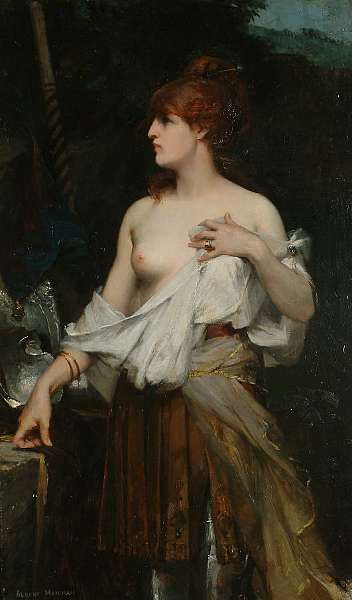
若い女性像
劇場ポスター

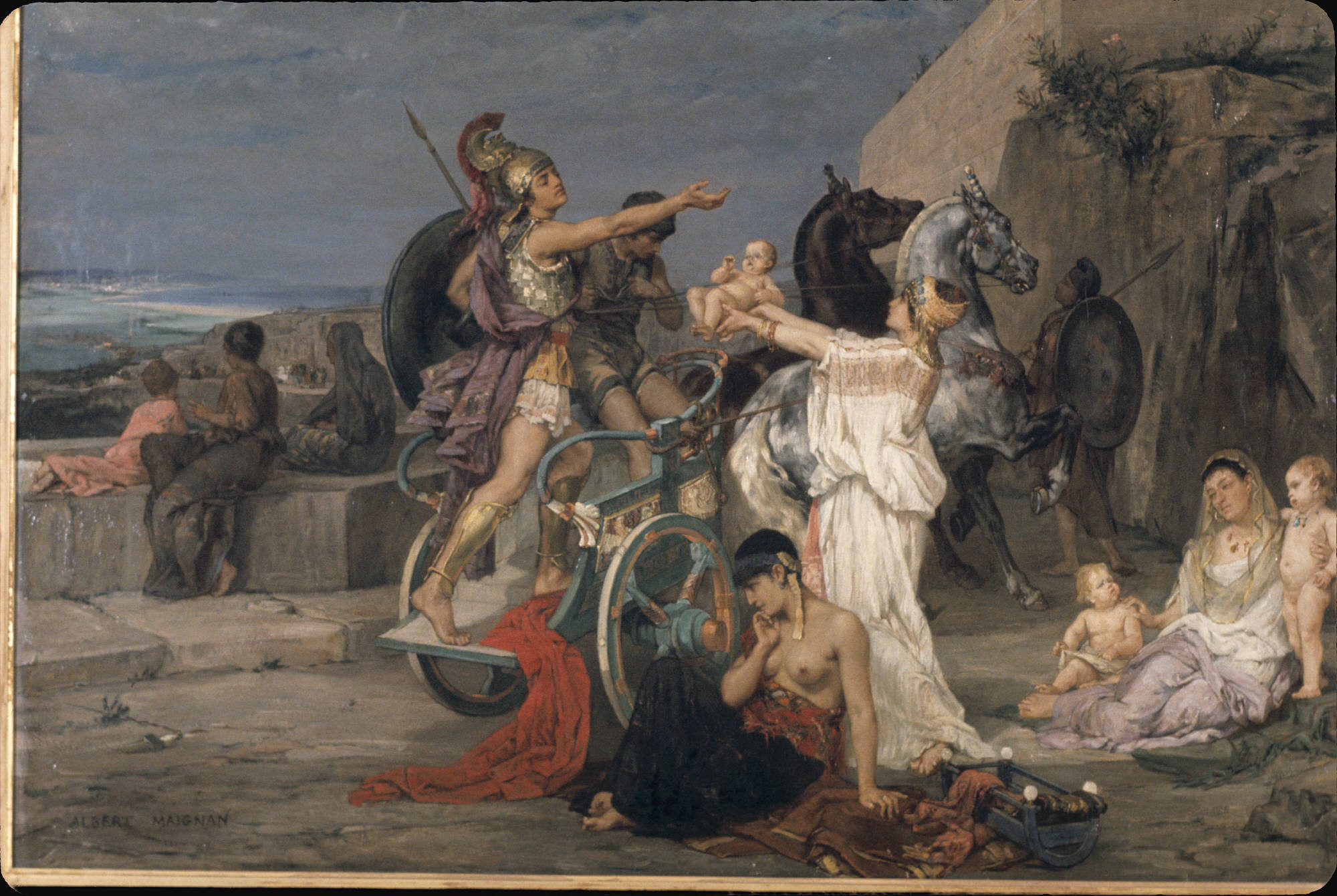
ヘクトールの出発
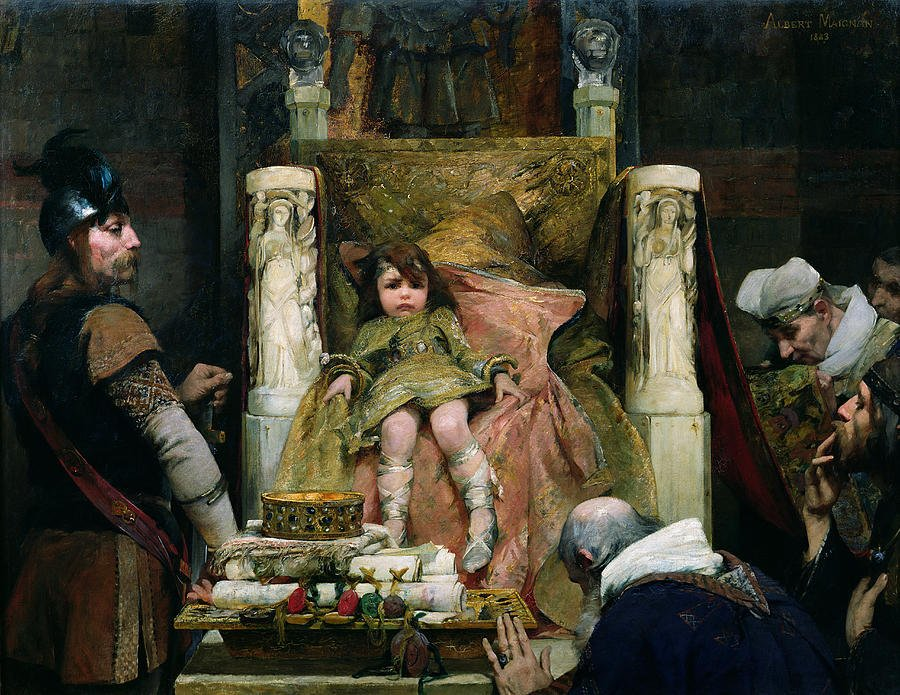
クローヴィス2世への貢物 (1883)
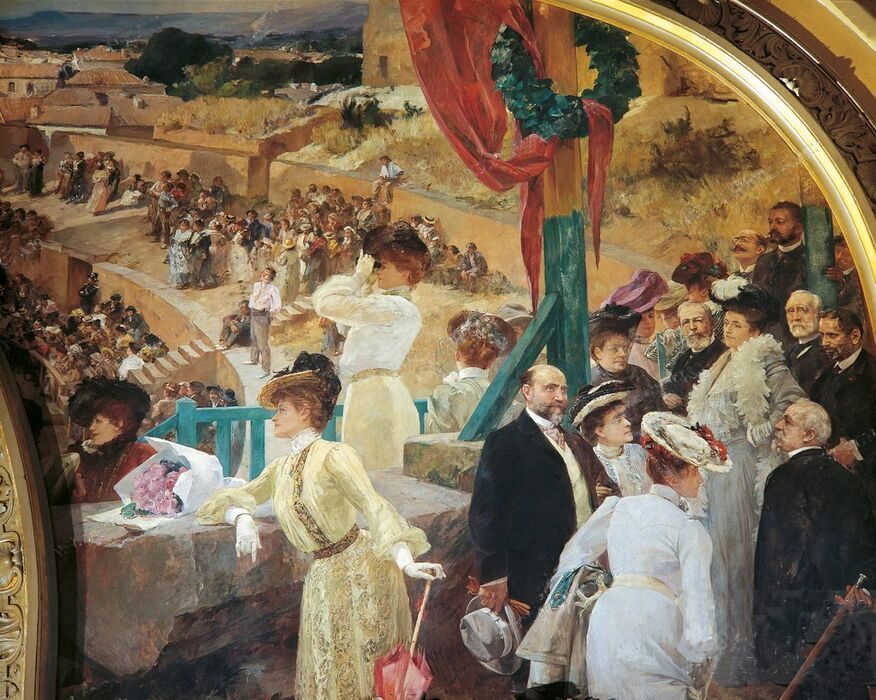
パリのレストラン「Le Train Bleu」に描かれた壁画